# Sean O'Hagan (periodista)
Sean O'Hagan es un escritor, y periodista que desarrolla actividades profesionales en The Guardian y The Observer, y especializado en fotografía.
O'Hagan fue criado en Armagh durante el "conflicto de Irlanda del Norte" (The Troubles), y ha escrito sobre la experiencia. Como estudiante, estudió inglés en Londres.
O'Hagan comenzó como escritor para NME, The Face y Arena, y durante ese periodo se interesó en la fotografía. En 2013, fue uno de los seis críticos regulares "Art and design" en el website de The Guardian, y de esos seis, el único que hacía crítica fotográfica.

## Honores

### Galaradones
- 18 de marzo de 2003: recibe el British Press Awards de 2002 por Entrevistador del Año.[7][n 1]

- O'Hagan es un presentador para el Premio Pictet en fotografía y sostenibilidad.[n 2]

- 2011: único destinatario del Premio J Dudley Johnston[n 3] por la Royal Photographic Society "por el logro más importante en el campo de la crítica fotográfica".[8]